# Віденський міжнародний центр

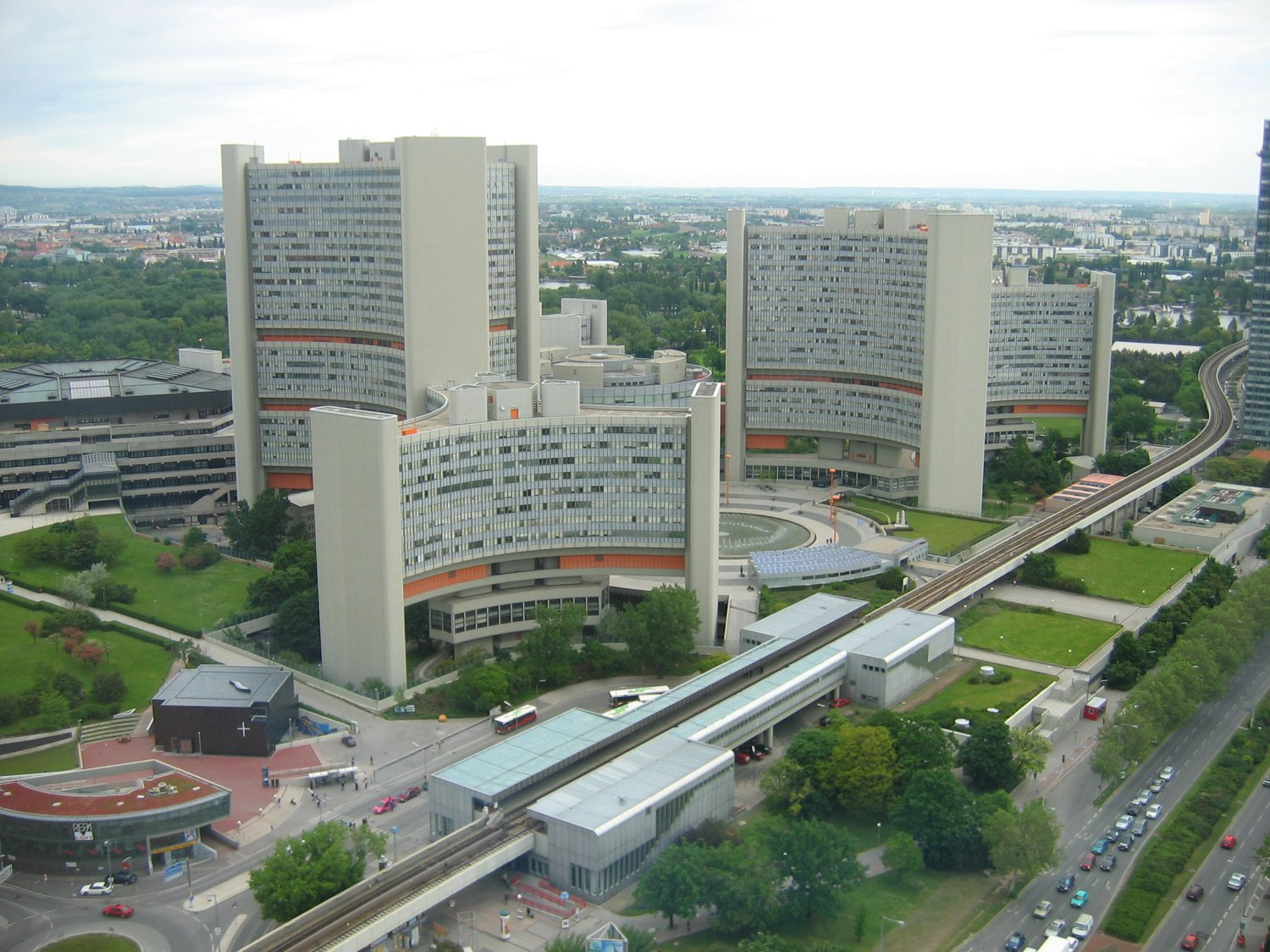
Віденський міжнародний центр

Віденський міжнародний центр, або «Місто ООН» (Vienna International Centre, VIC UNO-City) — комплекс будівель, місце розташування багатьох організацій ООН у Відні. Третя штаб-квартира ООН після Нью-Йорка і Женеви.

## Опис комплексу
Комплекс будівель був спроєктований архітектором Йоганом Штабером (нім. Johann Staber) і побудований в 1973—1979 роках у Донауштадті, на лівому березі Дунаю. Ідею його створення запропонував федеральний канцлер Австрії Бруно Крайський.
Комплекс складається з шести веж у формі літери Y, які оточують центральну конференц-будівлю. Загальна площа приміщень становить 230 000 м², а найвища вежа нараховує 28 поверхів (120 м). Тут працюють понад 4500 осіб.

## Організації
- Міжнародне агентство з атомної енергії (МАГАТЕ)
- Комісія ООН з прав міжнародної торгівлі (ЮНСІТРАЛ)
- Організація Об'єднаних Націй з промислового розвитку (ЮНІДО)
- Управління ООН з наркотиків і злочинності (УНЗ ООН)
- Управління Верховного комісара ООН у справах біженців (УВКБ)
- Управління з питань космічного простору ООН (United Nations Office for Outer Space Affairs)
- Організація Договору про всеосяжну заборону ядерних випробувань (Comprehensive Nuclear-Test-Ban Treaty Organization (CTBTO))

## Відвідування Віденського міжнародного центру
Віденський міжнародний центр відкритий для відвідування. Екскурсії Віденською штаб-квартирою ООН для індивідуальних відвідувачів [Архівовано 24 березня 2020 у Wayback Machine.] проводяться з понеділка по п'ятницю двома мовами (англійською та німецькою) об 11:00, 14:00 і 15:30 (в липні і серпні додатково о 12:30). Обов'язково має бути в наявності оригінал документа, що посвідчує особу, з фотокарткою. Під час екскурсії відвідувачі можуть детально ознайомитися з роботою ООН в цілому, а також функціонуванням інших організацій, що базуються у Відні, побачити конференц-зали, а також відвідати різноманітні тематичні виставки.